# Friona
Friona – miasto w Stanach Zjednoczonych, w stanie Teksas, w hrabstwie Parmer.